# Parepistaurus johnseni
Parepistaurus johnseni är en insektsart som beskrevs av Green, S.V. 1998. Parepistaurus johnseni ingår i släktet Parepistaurus och familjen gräshoppor.

## Underarter
Arten delas in i följande underarter:
- P. j. johnseni
- P. j. aduncus
- P. j. rectus